# Red Velvet
Red Velvet (Hangul: 레드벨벳; rr: Ledeu Belbet) é um girl group sul-coreano formado e gerenciado pela SM Entertainment. O grupo estreou em 1º de agosto de 2014 com o single digital "Happiness", com a formação de quatro integrantes Irene, Seulgi, Wendy e Joy. Yeri se juntou ao grupo em março de 2015, após seu primeiro grande lançamento, Ice Cream Cake. Considerado um dos grupos de K-pop mais populares do mundo pela Time e Billboard, o Red Velvet recebeu vários prêmios ao longo de sua carreira, incluindo o Golden Disc Awards de Prêmio Novo Artista (2015), o Mnet Asian Music Award de Melhor Grupo Feminino (2017), Prêmio de Canção do Ano no Asia Artist Awards por "Umpah Umpah" e Stage do Ano no Soribada Best K-Music Awards (2019). O grupo também foi aclamado como um dos principais contribuintes para a disseminação da onda coreana e da cultura coreana em todo o mundo.
A discografia em coreano do Red Velvet inclui dois álbuns de estúdio, um álbum de reedição, um álbum de compilação e dez extended plays — onze das quais lideraram a Gaon Album Chart da Coreia do Sul. Os singles de sucesso "Red Flavor" e "Power Up" alcançaram o número um na Gaon Digital Chart;  outros singles "Happiness", "Ice Cream Cake", "Dumb Dumb", "Russian Roulette", "Rookie", "Peek-a-Boo", "Bad Boy", "Psycho" e "Queendom" foram todos classificados entre os cinco primeiros no mercado interno. O grupo se aventurou na cena musical japonesa com os extended plays #Cookie Jar (2018) e Sappy (2019).
Musicalmente, o Red Velvet emprega um conceito sonoro duplo único que inspirou o nome do grupo. Seu lado predominantemente pop "vermelho" experimenta ocasionalmente com eletrônica, enquanto o lado "veludo" se concentra principalmente no R&B influenciado pelos anos 90, com elementos de funk, hip hop e jazz.

## História

### 2007–2014: Formação e atividades de pré-estreia
Red Velvet começou a se formar em 2007, quando Seulgi foi escolhida como trainee pela SM Entertainment através de uma audição. Irene foi escalada em 2009 e Yeri em 2011. Em 2012, Wendy e Joy foram escaladas pela SM Global Auditions no Canadá e Seul, respectivamente. Os preparativos para a estreia de Red Velvet começaram no final de 2013 com a introdução de Irene e Seulgi em dezembro de 2013 e Wendy em março de 2014 através do grupo de trainees da SM Entertainment, SM Rookies. Irene e Seulgi fizeram aparições nos videoclipes de "1-4-3 (I Love You)" e "Fantastic", respectivamente, pelo então colega de gravadora Henry; Seulgi também apareceu em "Butterfly" de Henry. Em março de 2014, Wendy, depois creditada como membro do SR14G, foi apresentada através do lançamento de "Why I Love You", sua primeira trilha sonora solo do drama da Mnet Mimi. Rumores da estreia do grupo ganharam força no mês de julho, o que foi posteriormente confirmado pela SM Entertainment. Com a adição da integrante Joy, o quarteto estreou em 2014 como o primeiro grupo feminino da SM Entertainment em cinco anos e o primeiro grupo ídolo desde 2012.

### 2014–2015: Estreia, adição de Yeri e avanço comercial

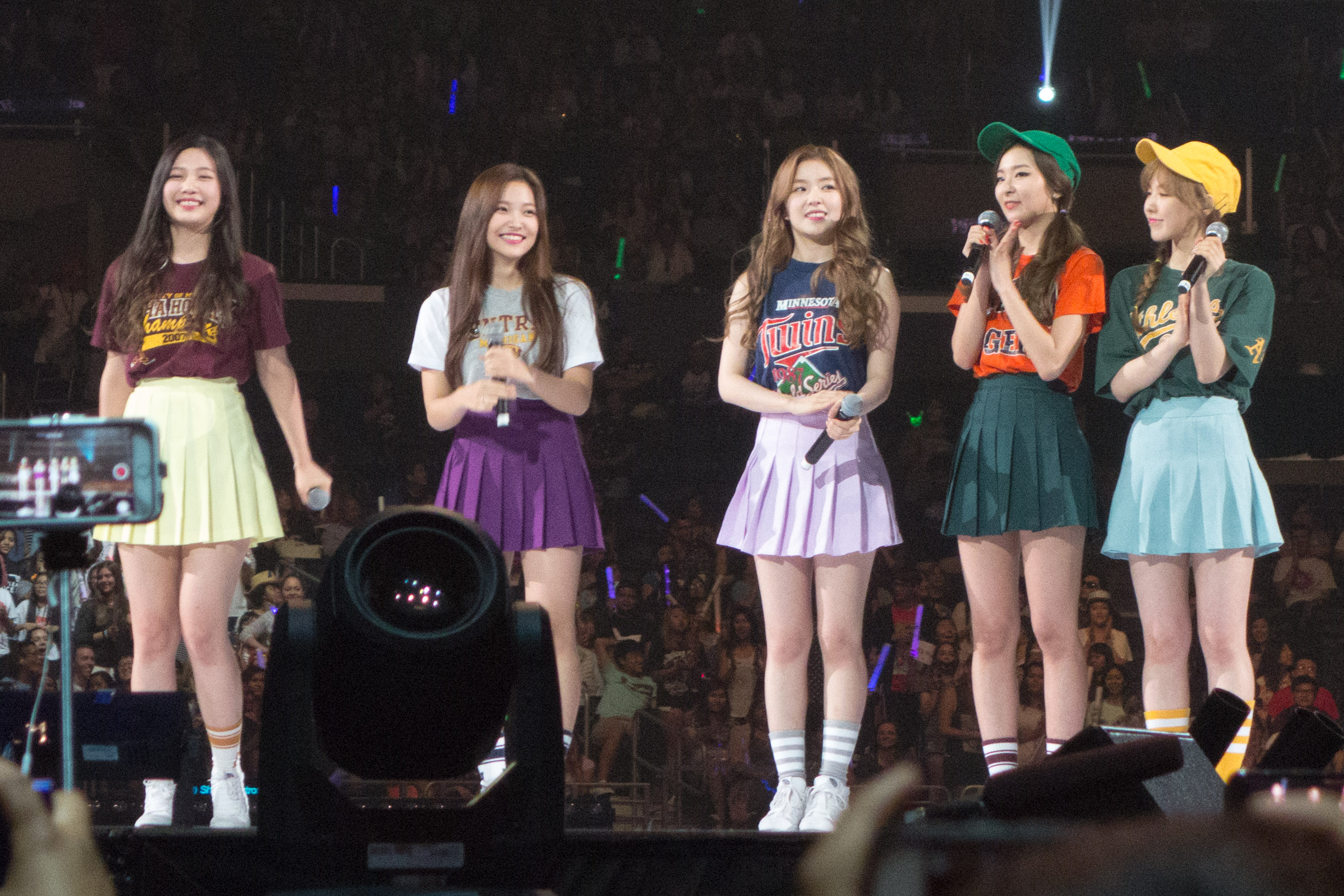
Red Velvet na KCON 2015 em Los Angeles, em 2 de agosto de 2015.

Em 1 de agosto de 2014, o grupo teve sua primeira apresentação televisionada através do programa musical Music Bank. O single de estreia "Happiness" foi lançado digitalmente em 4 de agosto. A música, uma música europop urbana com "forte som de sintetizador" e "batida tribal africana", foi escrita por Yoo Young-jin e composta por Will Simms, Chad Hugo (The Neptunes), Chris Holsten e Anne Judith Wik.  (Dsign Music). O videoclipe original de "Happiness" ganhou mais de 2 milhões de visualizações no YouTube nas primeiras 24 horas de lançamento antes de ser removido devido à controvérsia sobre imagens de fundo problemáticas e substituído por uma versão editada. "Happiness" foi o segundo vídeo de K-pop mais popular em todo o mundo para o mês de agosto. Red Velvet se tornou o primeiro grupo feminino de K-pop a marcar seu primeiro single na tabela Billboard World Digital Songs, onde alcançou o número 4. O grupo lançou seu segundo single digital "Be Natural" em 13 de outubro de 2014. A música, que inclui um verso de rap do então membro do SR14B Taeyong, foi um remake do single de mesmo nome de 2000 por S.E.S., o primeiro grupo feminino da SM Entertainment. O videoclipe da música foi dirigido por Kwon Soon-wook e Shim Jae-won, coreografado por Kyle Hanagami, e apresentava a coreografia original vista em uma prévia de Irene e Seulgi da SM Rookies antes da estreia. O grupo começou as promoções no dia 9 de outubro, fazendo sua primeira aparição no M Countdown. A música alcançou o número 33 na Gaon Digital Chart e no número 6 na Billboard World Digital Songs. Red Velvet venceu o "Rookie do Ano" no Golden Disk Awards e no Seoul Music Awards.

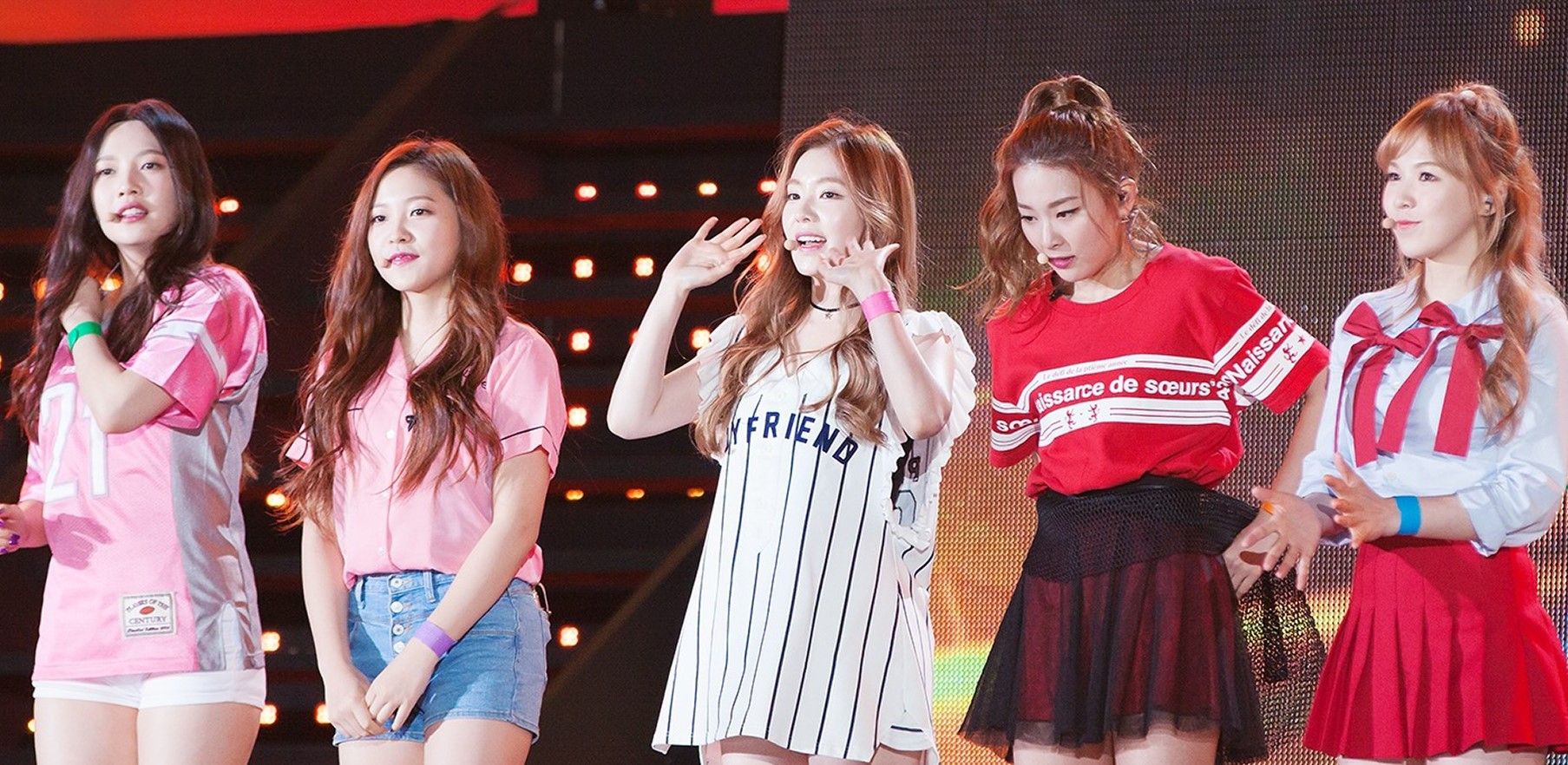
Red Velvet no Incheon Hallyu K-pop Concert em Incheon, em 17 de outubro de 2015.

Após as notícias relatarem que o grupo estava filmando em um deserto nos arredores de Palmdale, Califórnia, em fevereiro de 2015, a SM Entertainment anunciou que Yeri, ex-membro do SM Rookies, iria se juntar oficialmente ao grupo em 11 de março de 2015. Yeri foi uma das trainees remanescentes do SM Rookies a aparecer no videoclipe do grupo "Happiness" e foi apresentada ao público pela primeira vez através de um vídeo do Rookie Station e uma apresentação do grupo na SM Town Live World Tour IV. Precedido pelo lançamento de "Automatic", o primeiro mini-álbum do grupo, Ice Cream Cake, foi lançado em 17 de março de 2015 com sucesso comercial e crítico. O segundo single do álbum, "Ice Cream Cake", marcou seu avanço comercial. Em 19 de março, o grupo realizou um showcase do álbum no Ice Cream TV, um programa transmitido pela Naver Music e apresentado pelo Minho de Shinee.  Em 27 de março, elas ganharam seu primeiro troféu no Music Bank da KBS, e o álbum se tornou o álbum mais vendido por um grupo feminino na Coreia do Sul no primeiro semestre de 2015 na Hanteo Chart. Em agosto de 2015, o Red Velvet realizou sua primeira apresentação nos Estados Unidos durante o festival anual de convenções e música da KCON em Los Angeles, Califórnia.
O grupo lançou seu primeiro álbum, The Red, em 9 de setembro de 2015, com sucesso comercial e de crítica. Jeff Benjamin, da Billboard, descreveu o The Red "um álbum de estreia sólido e impressionante", afirmando que "indica grandes coisas para o ato que precisa seguir os passos de suas amadas parceiras femininas, Girls' Generation e f(x)." O álbum estreou no número um na Billboard World Albums Chart e na tabela Gaon Album Chart da Coreia do Sul, e apareceu na lista da Billboard dos "10 Melhores Álbuns de K-Pop de 2015". O single "Dumb Dumb" alcançou o número dois na Gaon Digital Chart e o número três na Billboard World Digital Songs, enquanto liderava a lista das "20 principais faixas de K-pop de 2015" da Dazed. O videoclipe de "Dumb Dumb" foi incluído como a única entrada em idioma não inglês nos "10 Melhores Vídeos Musicais de 2015" da Rolling Stone. Red Velvet participou do projeto especial de Natal da SM Entertainment, Winter Garden, que também teve a participação de f(x) e BoA, lançando um single digital intitulado "Wish Tree" em 18 de dezembro de 2015.

### 2016–2017:The Velvet, Russian Roulette, Rookie, The Red Summer, primeiro concerto principal ePerfect Velvet

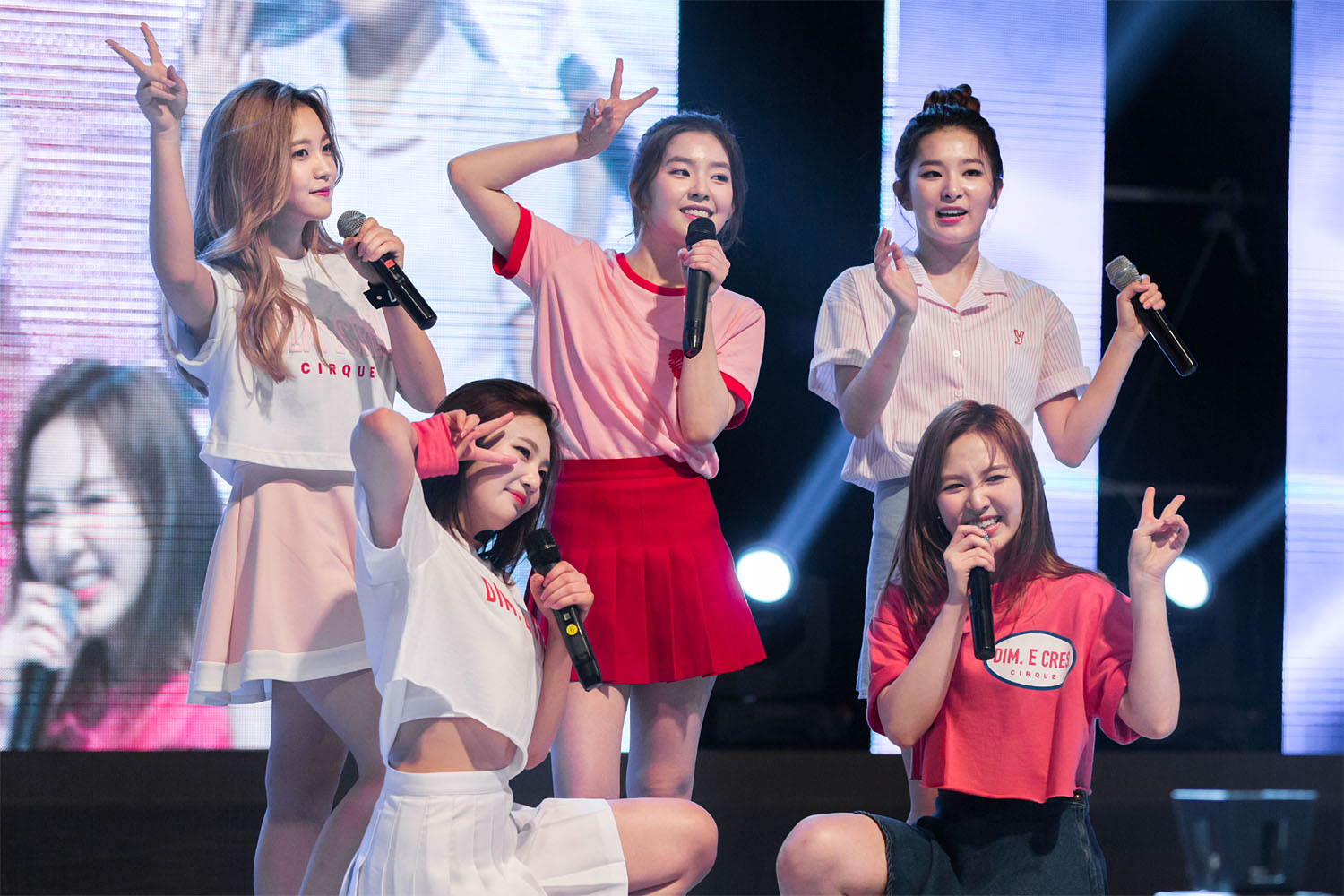
Red Velvet no Festival da Universidade de Hanbat, em 19 de maio de 2016

O segundo extended play do Red Velvet The Velvet foi lançado em 16 de março de 2016; no entanto, a SM Entertainment anunciou que o lançamento do videoclipe e do álbum seria adiado "para garantir uma alta qualidade do trabalho". O álbum e seu single "One of These Nights" (hangul: 7월 7일) foram lançados apenas em 17 de março. O álbum mostra o lado "velvet", influenciado pelo R&B, do conceito do grupo e é um álbum de acompanhamento direto do The Red, que destacou a personalidade brilhante e ousada "red" do grupo.
O grupo lançou seu terceiro extended play, Russian Roulette, em 7 de setembro de 2016. O álbum consiste em sete faixas, com a faixa-título "Russian Roulette". Em 13 de setembro de 2016, Red Velvet conquistou sua primeira vitória para "Russian Roulette" no programa musical The Show. A faixa alcançou o segundo lugar na parada Gaon Digital Chart e no World Digital Songs da Billboard, tornando-se a posição mais alta nas duas paradas da época.
Em 1 de fevereiro de 2017, Red Velvet lançou Rookie, um EP que consistia em seis faixas e apresentava a faixa-título "Rookie" e uma faixa solo de Wendy intitulada "Last Love". O álbum liderou a parada semanal Gaon Album Chart, bem como a parada Billboard World Albums Chart. O grupo conquistou sua primeira vitória para "Rookie" no programa musical The Show em 7 de fevereiro, seguida de vitórias no Show Champion, M Countdown, Music Bank e Inkigayo. Em 31 de março, o grupo lançou o primeiro single do SM Station 2, intitulado "Would U". De 27 de julho a 10 de setembro, Red Velvet estrelou seu primeiro programa de televisão, Level Up Project!, que exibiu imagens de sua viagem à Tailândia.  O programa foi ao ar por 23 episódios e foi filmado sem a integrante Joy, que estava filmando o drama The Liar and His Lover, onde ela era a protagonista feminina.

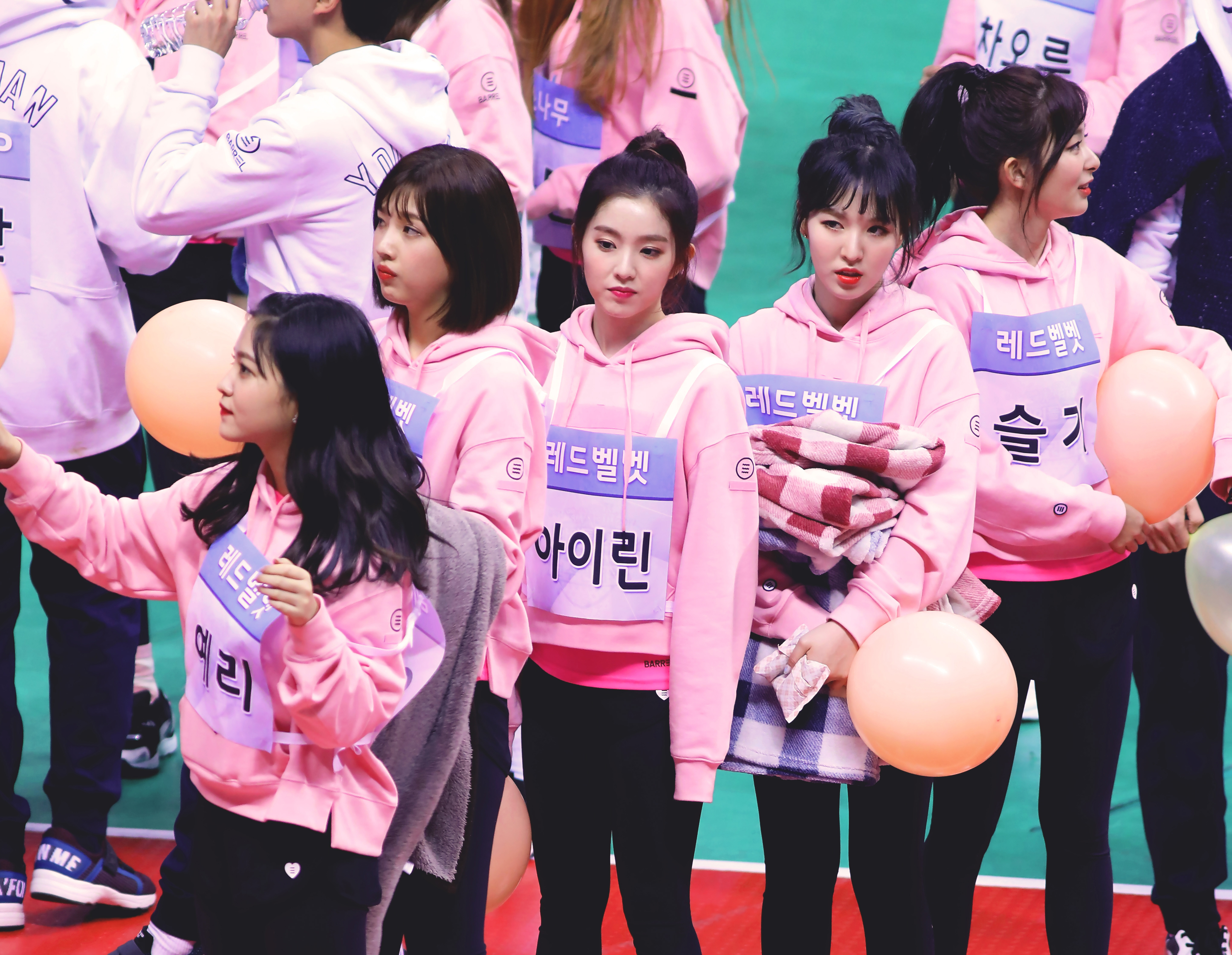
Red Velvet no Idol Star Athletics Championship, em 16 de janeiro de 2017

Em 9 de julho de 2017, Red Velvet lançou seu primeiro extended play de verão, The Red Summer, com o single "Red Flavor". O EP foi um sucesso comercial, liderando a Gaon Album Chart e a Billboard World Albums Chart. Este foi o terceiro lançamento número um delas e estabeleceu o recorde para a maioria dos álbuns número um na parada por um grupo feminino de K-pop. Além disso, "Red Flavor" estreou no topo da Gaon Digital Chart, com as outras quatro músicas do EP também figurando no Top 50.
Em 18 de agosto, o grupo realizou seu primeiro concerto solo intitulado "Red Room" para uma audiência de 11.000. Embora inicialmente tenha sido planejado um show de dois dias, outro dia foi adicionado devido à demanda. Em 4 de outubro, a SM Entertainment anunciou em seu site japonês que o grupo faria sua primeira apresentação no Japão. "Red Velvet Premium Showcase F'U'N Room Reveluv-Baby Party" aconteceu no Yebisu The Garden Hall, em Tóquio, em 23 de outubro. Elas apresentaram as versões japonesas de suas músicas coreanas "Dumb Dumb" e "Red Flavor" pela primeira vez. Depois de encerrar a apresentação, foi anunciado oficialmente que o concerto do Red Velvet "Red Room" aconteceria no Japão em 2018.
Em 17 de novembro de 2017, Red Velvet lançou seu segundo álbum de estúdio intitulado Perfect Velvet, em 17 de novembro de 2017 com o single "Peek-a-Boo". Diferentemente de seu primeiro lançamento "velvet", o álbum e o single tiveram sucesso comercial. O álbum atingiu o topo da World Album Chart da Billboard. "Peek-A-Boo" alcançou o segundo lugar na parada da World Digital Songs da Bilboard, empatando com o single de 2016 "Russian Roulette". Na Coreia do Sul, o álbum e o single "Peek-a-Boo" ficaram em segundo lugar na Gaon Album Chart e na Gaon Digital Chart. Através do lançamento de Rookie, The Red Summer e Perfect Velvet no mesmo ano, juntamente com a popularidade do single "Red Flavor", e o sucesso de seus álbuns no exterior, Red Velvet alcançou o status de "top girl group" na Coreia do Sul, que foi consolidada quando Perfect Velvet vendeu mais de 100.000 cópias e "Peek-A-Boo" ganhou no programa musical Inkigayo em seu último dia de promoções para a música, provando sua longevidade nas paradas.

### 2018:The Perfect Red Velvet, estreia japonesa,Summer Magic,RBBe turnê
O grupo lançou uma reedição de Perfect Velvet, The Perfect Red Velvet, em 29 de janeiro de 2018. Ele incluí cinco novas faixas, além de todas as músicas de Perfect Velvet, com "Bad Boy" promovida como single.
O álbum alcançou o topo da Gaon Album Chart após seu lançamento, enquanto "Bad Boy" estreou no número 2 da Gaon Digital Chart. The Perfect Red Velvet também alcançou o número 3 na parada World Albums da Billboard, enquanto "Bad Boy" estreou no número 2 na parada World Digital Songs. Red Velvet também entrou pela primeira vez no Top 10 da Billboard Social 50, alcançando o número nove. O álbum também marcou a primeira vez que o grupo apareceu na Canadian Hot 100 e chegou ao número 87, tornando-se apenas o sétimo artista de K-pop e o terceiro grupo feminino de K-pop a aparecer na parada. Red Velvet promoveu a música em vários programas musicais, ganhando sua primeira vitória para "Bad Boy" em 8 de fevereiro no Show Champion. Em dezembro, a Billboard escolheu "Bad Boy" como a melhor música de K-pop do ano.
O concerto solo de Red Velvet "Red Room" foi realizado em Tóquio, Japão, nos dias 28 e 29 de março, no Musashino Forest Sports Plaza, um local com capacidade para 10.000 lugares usado nos Jogos Olímpicos de Tóquio em 2020. No segundo dia, o grupo anunciou que estrearia oficialmente no Japão em julho. Em 29 de maio de 2018, Red Velvet se apresentou ao lado de outros artistas sul-coreanos selecionados para um concerto inter-coreano em Pyongyang, Coreia do Norte, tornando-os o primeiro artista da SM Entertainment em quinze anos desde Shinhwa a se apresentar na Coreia do Norte.

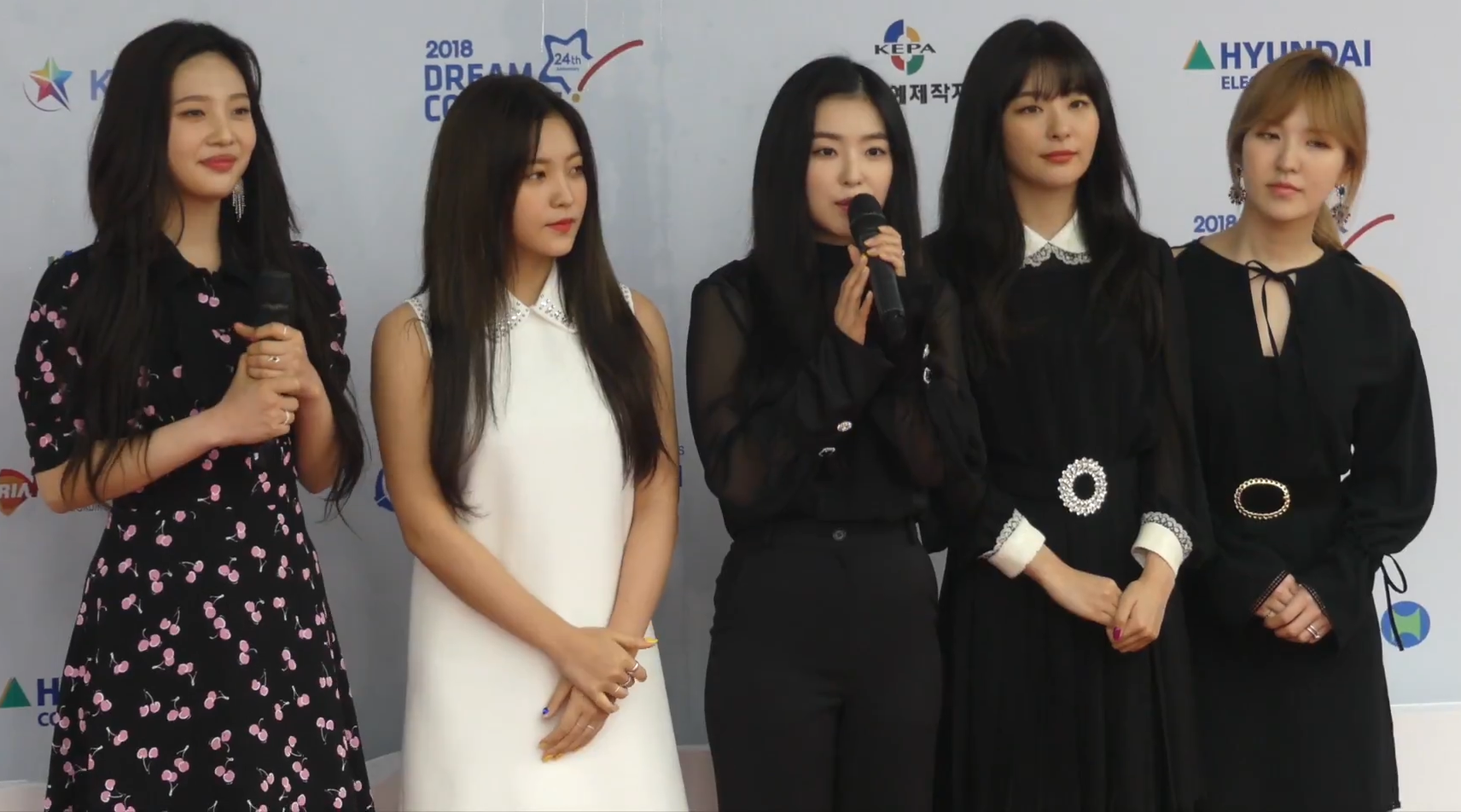
Red Velvet no Dream Concert, em 12 de maio de 2018.

Em 29 de abril de 2018, Red Velvet realizou sua primeira reunião de fãs em Chicago, para uma audiência de 4.000 pessoas. O evento foi realizado no Rosemont Theatre, e também, notadamente, a primeira apresentação de um grupo de K-pop feminino nos Estados Unidos desde 2016. Mais tarde, o grupo percorreu seis cidades japonesas em maio e junho, atingindo uma audiência total de 20.000. O EP japonês de estreia, intitulado #Cookie Jar, foi lançado em 4 de julho de 2018 pela gravadora Avex Trax e incluiu seis novas músicas, incluindo as versões japonesas de "Dumb Dumb", "Russian Roulette" e "Red Flavor". As outras músicas foram "#Cookie Jar", "Aitai-tai" e "Cause it's you". O EP estreou na terceira posição da parada Oricon Weekly Albums e vendeu 26.124 cópias em sua primeira semana de lançamento no Japão.
Em 19 de julho de 2018, o Red Velvet anunciou que voltaria e filmaram seu videoclipe ao ar livre em Gyeonggi-do. As músicas do novo álbum foram apresentadas no segundo concerto de Red Velvet "Redmare", realizado em Seul, nos dias 4 e 5 de agosto. Em 6 de agosto, o Red Velvet lançou seu segundo EP de verão, Summer Magic, contendo oito faixas, incluindo uma faixa bônus e uma faixa exclusiva do iTunes. Seu single "Power Up" rendeu ao grupo um "perfeito all-kill" pela primeira vez em sua carreira, quando superou todas as paradas musicais em tempo real, diárias e semanais da Coreia do Sul após o seu lançamento. O videoclipe de "Power Up" passou a ser o único videoclipe de K-pop a ser incluído na lista da Billboard dos 50 melhores videoclipes de 2018. Em setembro e outubro, a série de concertos de Redmare do grupo foi levada para Bangkok, Taipé e Singapura.
Red Velvet lançou seu terceiro álbum no ano e seu quinto EP em geral em 30 de novembro. O EP, intitulado RBB, inclui seis faixas. Os singles eram "RBB (Really Bad Boy)" e sua versão em inglês.

### 2019–2020: Continuação da turnê,SappyeTheReVe Festival

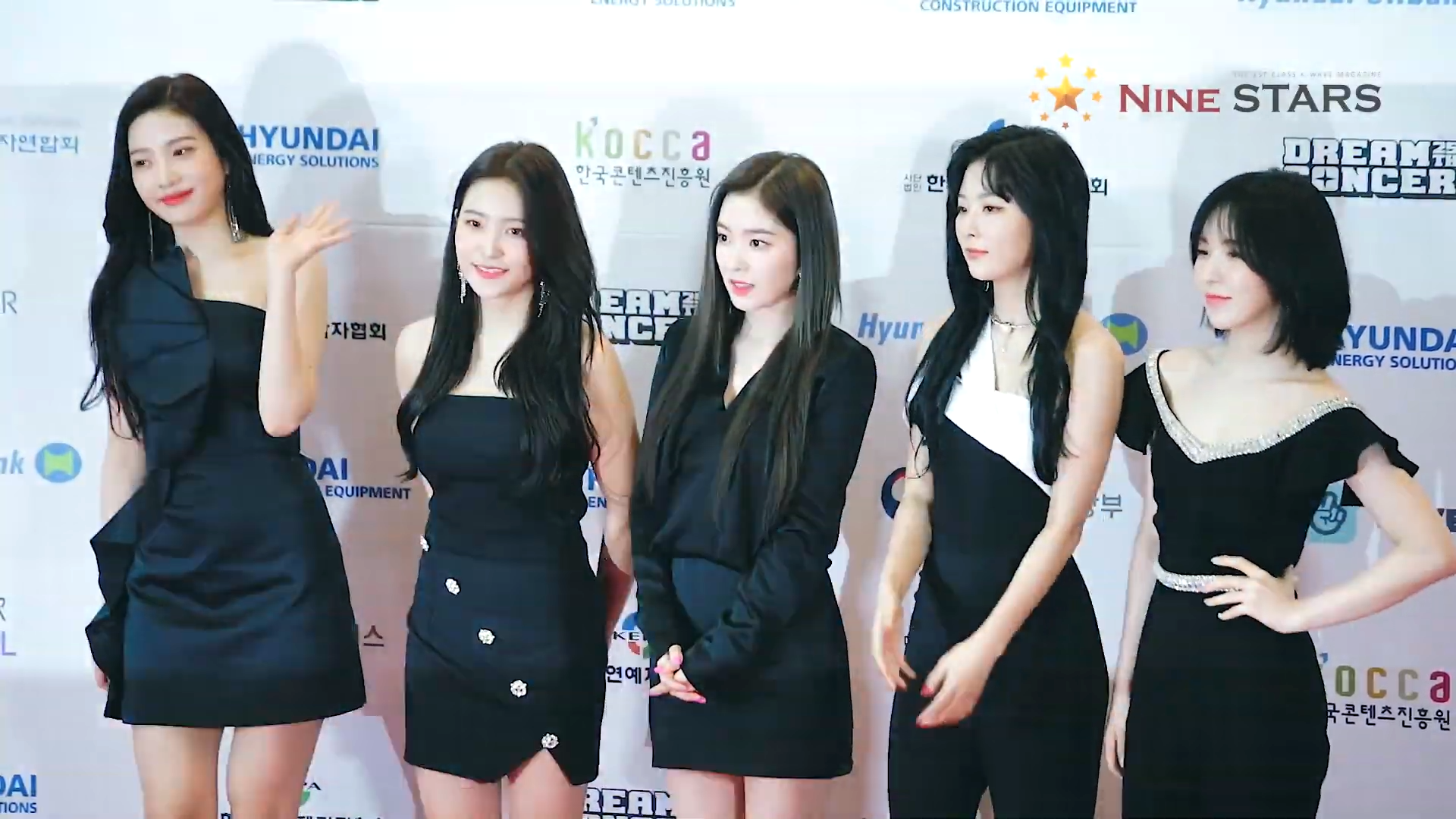
Red Velvet no Dream Concert, em 18 de maio de 2019.

Em 6 de janeiro de 2019, Red Velvet lançou seu primeiro single digital japonês, intitulado "Sappy". O grupo lançou outro single japonês, "Sayonara", em 20 de fevereiro. Ambos os singles estão incluídos no seu segundo EP japonês, Sappy, lançado em 29 de maio; o EP também inclui versões japonesas de "Peek-a-Boo", "Rookie" e "Power Up", além de uma nova canção chamada "Swimming Pool". Em fevereiro, Red Velvet embarcou na parte norte-americana de sua turnê, Redmare. Elas fizeram shows em Los Angeles, Dallas, Miami, Chicago e Newark nos Estados Unidos e Toronto e Vancouver no Canadá, tornando-se o primeiro grupo feminino de K-pop a realizar uma turnê norte-americana em três anos. Em 5 de abril, Red Velvet foi apresentado em uma versão remixada de "Close to Me" de Ellie Goulding e Diplo, com as integrantes Yeri e Wendy contribuindo com letras coreanas para a música. A música ganhou a Canção de Eletrônica/Dance no Teen Choice Awards de 2019.
Em 19 de junho, Red Velvet lançou seu sexto EP coreano, intitulado The ReVe Festival: Day 1, que apresentou o single "Zimzalabim" e foi a primeira entrada da trilogia The ReVe Festival, seguida pelo sétimo EP, The ReVe Festival: Day 2, e seu single "Umpah Umpah" em 20 de agosto. O single ganhou a Canção do Ano no Asia Artist Awards de 2019 em 26 de novembro. O lançamento final da trilogia, The ReVe Festival: Finale, foi lançado em 23 de dezembro, liderado pelo single "Psycho". Para promover a trilogia The ReVe Festival, o grupo embarcou em sua terceira turnê, La Rouge, que começou em Seul, nos dias 23 e 24 de novembro. No início de 2020, La Rouge continuou como uma turnê de arena no Japão sem Wendy, que esteve envolvida em um acidente de palco durante seu ensaio solo no SBS Gayo Daejeon de 2019 em 25 de dezembro. Após três datas no Japão, os dois últimos shows do La Rouge em Yokohama foram adiados devido à pandemia do COVID-19.
Em 2020, Red Velvet participou do filme musical animado Trolls World Tour, representando os trolls do K-pop, com a música "Russian Roulette" também sendo destaque no filme. O filme teve a maior estreia digital de todos os tempos e quebrou recordes de streaming.
Em 21 de agosto, Red Velvet lançou um single para SM Station, um cover da música "Milky Way" de BoA, como parte de um projeto que celebra o 20º aniversário de estreia de BoA. Isso também marcou o retorno parcial de Wendy ao grupo 8 meses após seu acidente. Em 17 de outubro, Red Velvet lançou a faixa "Future", para o drama da tvN, Start-Up. Red Velvet foi o 5º artista de K-pop mais transmitido na plataforma de streaming de música Spotify em 2020.

### 2021–presente:Queendom, The ReVe Festival 2022eBloom
Em 1º de janeiro de 2021, o grupo retornou oficialmente com cinco membros, após um ano de hiato devido aos ferimentos de Wendy, para o SMTOWN Live "Culture Humanity" - um show online que foi transmitido ao vivo no canal da SM no YouTube. Em 19 de agosto de 2021, o grupo lançou seu sexto EP coreano Queendom, incluindo o single de mesmo nome.
Em 10 de dezembro de 2021, o grupo anunciou o lançamento de seu primeiro álbum de estúdio japonês intitulado Bloom, juntamente com a faixa-título "Wildside". O álbum foi programado para ser lançado em 2 de fevereiro de 2022, mas teve seu lançamento adiado em 14 de janeiro de 2022 devido a razões de produção. Mais tarde, foi anunciado que a nova data de lançamento do álbum foi marcada para 6 de abril.
Em 21 de fevereiro de 2022, foi anunciado que o grupo realizaria uma apresentação ao vivo especial intitulada "The ReVe Festival: Prologue" nos dias 19 e 20 de março, o evento porém foi adiado até novo aviso, após Irene, Joy e Yeri testarem positivo para COVID-19 em 14 de março.
Em 21 de março de 2022, Red Velvet lançou o seu sétimo EP coreano The ReVe Festival 2022 – Feel My Rhythm, uma sequência de sua trilogia de 2019 The ReVe Festival, incluindo o single principal "Feel My Rhythm".
Em 13 de dezembro de 2023, Red Velvet fez o último show do ano em Jacarta, na Indonésia.

## Subunidades e atividades solo
Em 21 de abril, a SM Entertainment confirmou que Irene e Seulgi formariam a primeira subunidade do Red Velvet e que a dupla estava se preparando para seu primeiro grande lançamento em junho de 2020. O lançamento acabou atrasado e o Red Velvet - Irene & Seulgi lançou seu primeiro extended play, intitulado Monster, em 6 de julho.
Wendy foi a primeira integrante do Red Velvet a estrear como cantora solo; seu EP de estreia Like Water foi lançado em 5 de abril de 2021. O álbum contém cinco faixas exclusivas, incluindo um dueto intitulado "Best Friend" com Seulgi. A faixa-título intitulada "Like Water" significa comparar a existência e o significado de cada um com "água" e diz um ao outro que flui como o destino. Ela transmite uma mensagem de gratidão para as pessoas preciosas que ficaram ao lado e esperam uma nova jornada a ser feita. Joy foi a segunda integrante a fazer uma estreia solo, lançando seu EP de estreia Hello em 31 de maio de 2021.

## Conceito e estilo musical
A música e a imagem pública do Red Velvet tocam nos lados "red" e "velvet" contrastantes. A metade "red" mostra uma imagem intensa e cativante, enquanto o lado "velvet" é mais feminino e macio. Seu trabalho recente mistura os dois lados para transmitir sensualidade, cor e sofisticação. Musicalmente, o lado "red" é predominantemente do gênero pop, e seu "velvet" é principalmente R&B e ballads; no entanto, o grupo também experimenta outros gêneros. O conceito duplo de Red Velvet também afeta o estilo daa integrantes. No conceito "red", elas geralmente vestem roupas coloridas e tradicionalmente femininas, como suéteres pastel e saias em "Ice Cream Cake" e as roupas de boneca vermelha em "Dumb Dumb". Elas estavam vestidas com mais maturidade para o lado "aveludado", como os ternos em "Be Natural".

## Imagem pública e recepção
Red Velvet foi elogiado por quebrar estereótipos entre os grupos femininos populares na Coreia do Sul, que tendiam a cair sob dois, "fofo e puro" ou "sexy". Em um país onde as bases de fãs de grupos femininos são majoritariamente masculinas, Taylor Glasby, da Dazed Digital, observou que a maioria dos fãs de Red Velvet são mulheres jovens. A IZE Magazine nomeou o grupo como uma das figuras femininas de sucesso que ajudou a transformar a "imagem passiva" das mulheres sul-coreanas. A Billboard relatou que o Red Velvet era o grupo de K-pop favorito geral do ano entre todos os gêneros e identidades sexuais no popular fórum da Internet Reddit.
A versatilidade musical do Red Velvet levou ao seu reconhecimento pela revista Time como um dos melhores grupos de K-pop do mundo. Red Velvet também foi elogiado por seu reconhecimento de marca e poder de marketing, tendo liderado o 'Girl Group Brand Power Ranking' publicado pelo Instituto de Pesquisa de Reputação Corporativa da Coreia várias vezes. Em novembro de 2019, a Billboard coroou o Red Velvet como "o melhor grupo ídolo vivo" e nomeou "Red Flavor" como a segunda melhor música de K-pop dos anos 2010. O desempenho de Red Velvet em Pyongyang em 2018 — o que o tornou o sétimo grupo de ídolos a se apresentar na Coreia do Norte e o primeiro desde 2003 — fazia parte de uma iniciativa diplomática mais ampla entre a Coreia do Sul e a Coreia do Norte e recebeu do grupo uma homenagem do Ministério da Cultura, Esportes e Turismo da Coreia do Sul por suas contribuições na difusão da cultura popular sul-coreana. Discutindo a onda coreana em 2018, o diretor da Fundação Coreana para o Intercâmbio Cultural Internacional citou o Red Velvet como um dos principais colaboradores e um dos grupos de ídolos mais talentosos do país que "promoveram amplamente o K-pop" em todo o mundo.

## Integrantes
- Irene (hangul: 아이린), nascida Bae Joo-hyun (hangul: 배주현) em 29 de março de 1991 (33 anos) em Daegu, Coreia do Sul. Posições: Líder, Main Rapper, Lead Dancer, Sub Vocalist e Visual.
- Seulgi (hangul: 슬기), nascida Kang Seul-gi (hangul: 강슬기) em 10 de fevereiro de 1994 (31 anos) em Ansan, Coreia do Sul. Posições: Main Dancer, Lead Vocalist e Center.
- Wendy (hangul: 웬디), nascida Son Seung-wan (hangul: 손승완) em 21 de fevereiro de 1994 (31 anos) em Seongbuk-dong, Seul, Coreia do Sul. Posições: Main Vocalist e Sub Rapper.
- Joy (hangul: 조이), nascida Park Soo-young (hangul: 박수영) em 3 de setembro de 1996 (28 anos) em Jeju, Coreia do Sul. Posições: Lead Vocalist e Sub Rapper.
- Yeri (hangul: 예리), nascida Kim Ye-rim (hangul: 김예림) em 5 de março de 1999 (26 anos) em Seul, Coreia do Sul. Posições: Lead Dancer, Lead Rapper, Sub Vocalist e Maknae.

## Discografia

### Álbuns de estúdio coreanos
- The Red (2015)

- Perfect Velvet (2017)

- Chill Kill (2023)

### Álbuns de estúdio japoneses
- Bloom (2022)

## Filmografia

### Reality shows
- 2017–presente: Level Up Project!

### Filmes
| Ano  | Título            | Papel       | Nota                                             | Ref.    |
| ---- | ----------------- | ----------- | ------------------------------------------------ | ------- |
| 2015 | SMTown: The Stage | Elas mesmas | Filme biográfico                                 | [ 149 ] |
| 2020 | Trolls World Tour | K-Pop Gang  | Filme de comédia musical, animado por computador | [ 150 ] |

### DVDs
- Red Velvet DVD & Blu-ray “ Red Velvet 1st Concert “Red Room” in JAPAN[151]
- Red Velvet DVD & Blu-ray " Red Velvet 2nd Concert “REDMARE” in JAPAN[152]

## Turnês
Turnês principais
- Red Velvet 1st Concert "Red Room" (2017–2018)
- Red Velvet 2nd Concert "Redmare" (2018–2019)
- Red Velvet 3rd Concert "La Rouge" (2019–2020)

Turnês afiliadas
- 2014–2015: SM Town Live World Tour IV
- 2016: SM Town Live World Tour V
- 2017: SM Town Live World Tour VI